# Puppigerus
Puppigerus is een geslacht van uitgestorven schildpadden, dat voorkwam in het Eoceen, ongeveer vijftig miljoen jaar geleden.

## Beschrijving
Dit negentig centimeter lange dier had een compleet verbeend schild, waarvan de buitenrand bestond uit perifere platen. Het buikschild was samengesteld uit vier gepaarde elementen en een centraal element, die op de lengte-as los met elkaar waren verbonden door vingerachtige uitsteeksels. De voorpoten hadden zich ontwikkeld tot zwempoten, terwijl de achterpoten deze ontwikkeling niet hadden meegemaakt, waardoor het dier een grotere bewegingsvrijheid op het land genoot. De kop met de grote oogkassen bevatte een secundair schedeldak en een volledig secundair verhemelte, dat een belangrijk doel had. Het voorkwam namelijk een ongewilde inname van water tijdens het eten onder water.

## Leefwijze
Puppigerus was een zeeschildpad, die zich voedde met zeegras. De vrouwtjes groeven waarschijnlijk hun eieren in op zandige stranden, net als de huidige zeeschildpadden.

## Vondsten
Fossielen van dit dier werden gevonden in Europa; België, Verenigd Koninkrijk en Denemarken alsook in Noord-Amerika (Verenigde Staten) en Azië, in het huidige Oezbekistan.